# Lemo (Musiker)

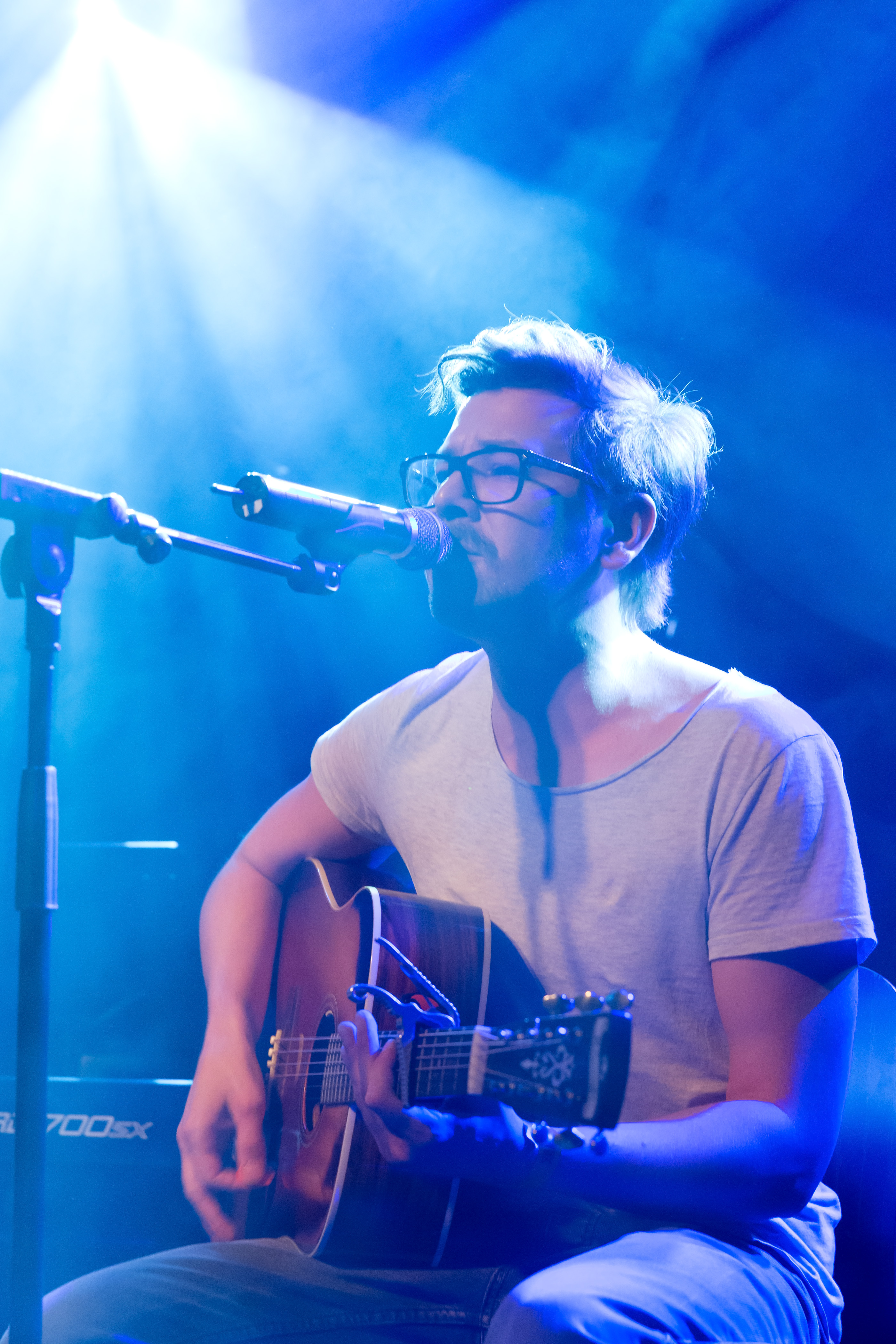
Lemo (2015)

Lemo (* 22. September 1985 in Oberpullendorf; eigentlich Clemens Kinigadner) ist ein österreichischer Musiker.

## Karriere

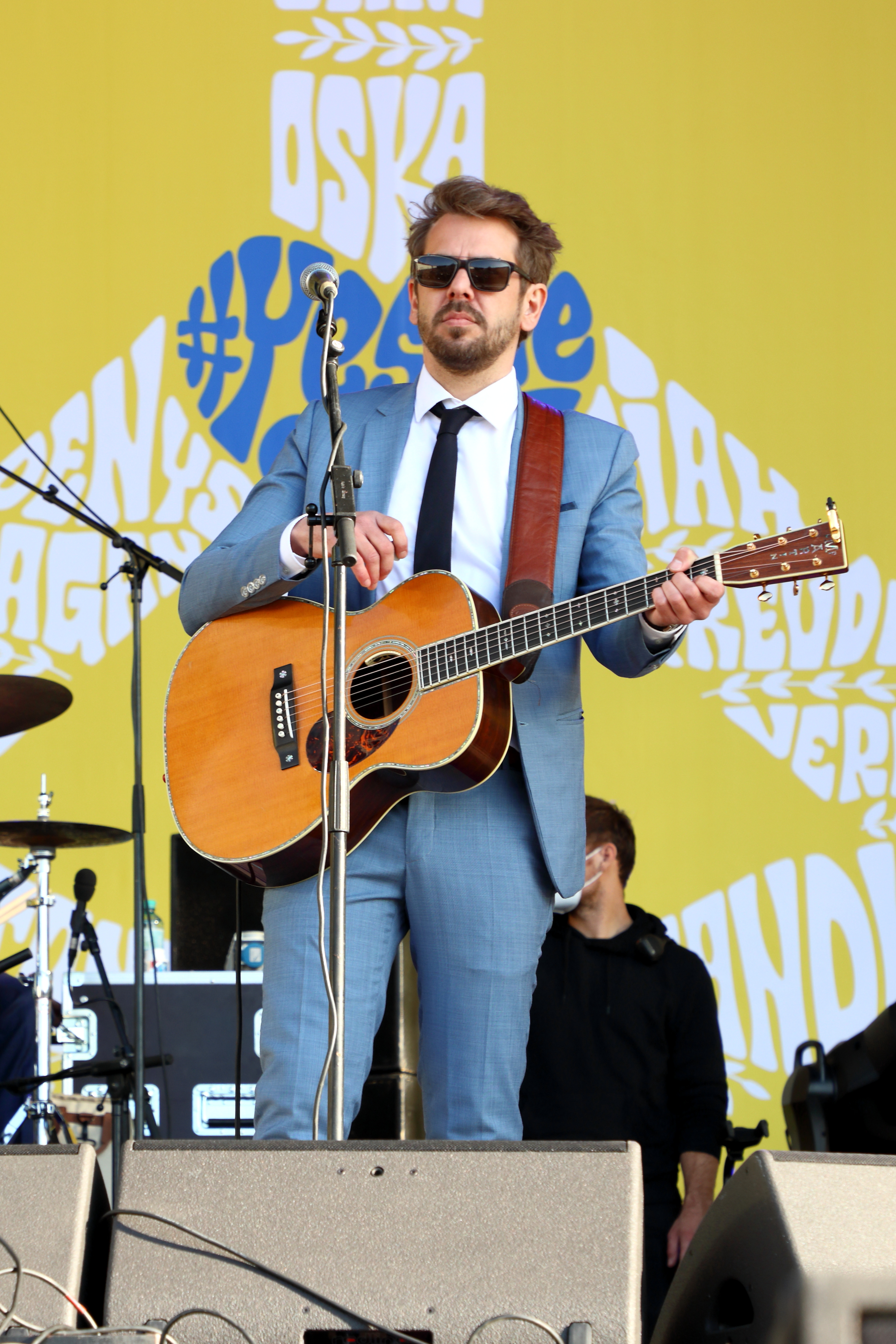
Lemo beim Ukraine-Benefizkonzert am 27. März 2022 in Wien

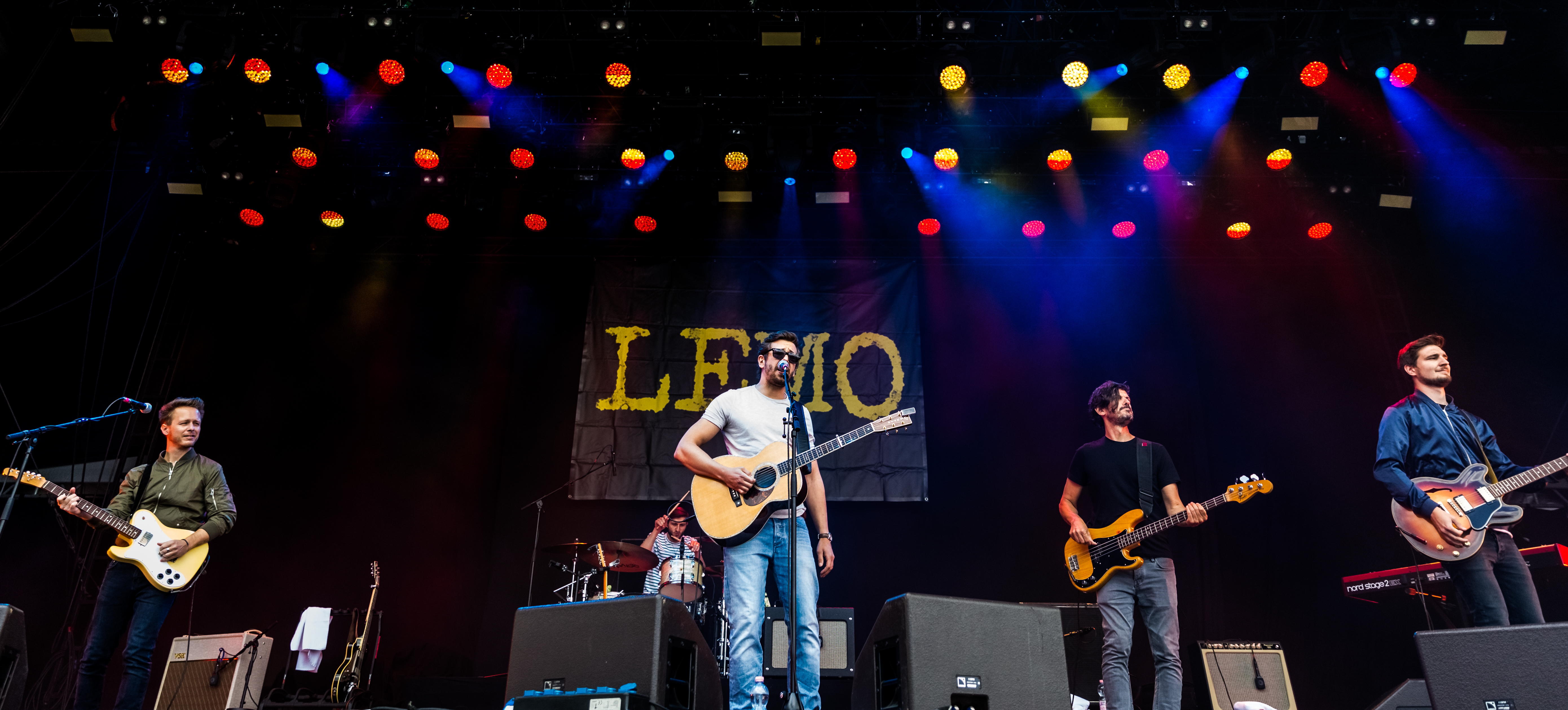
Lemo live bei Rock am Ring (2017)

Mit 14 Jahren entdeckte der in Graz aufgewachsene Clemens Kinigadner seine Begeisterung für die Musik. Nach der Schule spielte er vor allem in Bandprojekten. Er arbeitete in verschiedenen Jobs und nach dem Abschluss seines Studiums am SAE-Institut in Wien wurde er Tontechniker beim ORF. Seinen Durchbruch als Musiker hatte er 2014 unter dem Künstlernamen Lemo mit dem selbstgeschriebenen Lied Vielleicht der Sommer, mit dem er es im August bis auf Platz 24 der österreichischen Charts schaffte. Bei der Amadeus-Verleihung 2015 wurde er für den Song auch für eine Auszeichnung in der Kategorie Songwriter des Jahres nominiert.
Im Frühjahr 2015 gelang ihm mit dem Titel So leicht ein weiterer Charthit (wieder Nominierung in der Kategorie Songwriter des Jahres bei der Amadeus-Verleihung 2016); gefolgt von Der Himmel über Wien im Frühjahr 2016.
Bei der Amadeus-Verleihung 2017 wurde er als Songwriter des Jahres für Himmel über Wien ausgezeichnet, 2019 gemeinsam mit Thomas Spitzer für Gegen den Wind und 2020 für Alte Seele.
Im September 2018 kam die Single Gegen den Wind gemeinsam mit der EAV aus deren Album Alles ist erlaubt auf den Markt.
Außerdem erschien 2019 seine Single Alte Seele (pt. 1), 2020 folgte Schwarze Wolken. 2021 veröffentlichte Lemo das Duett Nur Mensch mit Christina Stürmer.
Das zweite Album Irgendwas mit Dreißig stieg auf Platz 7 der österreichischen Album-Charts ein und erhielt den Amadeus Austrian Music Award in der Kategorie Best Sound.
Mit Tu es (2023) und Träum (2024) gelangen Lemo zwei weitere Radio-Hits.
Unplugged in Wien (2024) war der Titel des dritten Albums, welches nebst unplugged Versionen seiner Hits auch Coverversionen anderer Künstler enthielt.
2024 wurde er zum zweiten Mal Vater.

## Diskografie

### Alben
- 2016: Stück für Stück
- 2022: Irgendwas mit Dreißig
- 2024: Unplugged in Wien

### Singles
- 2014: Vielleicht der Sommer (Gridmusic)
- 2015: So leicht
- 2016: Der Himmel über Wien
- 2016: So wie Du bist
- 2018: Gegen den Wind (EAV feat. Lemo)
- 2019: Souvenir
- 2019: Alte Seele (Pt. I) (AT: Gold)
- 2020: Schwarze Wolken
- 2021: Nur Mensch (Lemo feat. Christina Stürmer)
- 2022: Analoge Revolution
- 2022: Chamäleon
- 2023: Tu es
- 2024: Träum

## Auszeichnungen für Musikverkäufe
Anmerkung: Auszeichnungen in Ländern aus den Charttabellen bzw. Chartboxen sind in ebendiesen zu finden.
| Land/RegionAuszeichnungen für Musikverkäufe (Land/Region, Auszeichnungen, Verkäufe, Quellen) | Gold  | Platin | Verkäufe | Quellen |
| -------------------------------------------------------------------------------------------- | ----- | ------ | -------- | ------- |
| Österreich (IFPI)                                                                            | Gold1 | —      | 15.000   | ifpi.at |
| Insgesamt                                                                                    | Gold1 | —      |          |         |

## Auszeichnungen
- 2015: Amadeus-Verleihung: Nominierung in der Kategorie 'Songwriter des Jahres'
- 2016: Amadeus-Verleihung: Nominierung in der Kategorie 'Songwriter des Jahres'
- 2017: Amadeus-Award in den Kategorie 'Songwriter des Jahres', Nominierungen in den Kategorien 'Künstler des Jahres', 'Song des Jahres', 'Pop/Rock'
- 2019: Amadeus-Award in den Kategorie 'Songwriter des Jahres'
- 2020: Amadeus-Award in den Kategorie 'Songwriter des Jahres'
- 2023: Amadeus-Award in der Kategorie Tonstudiopreis Best Sound (für Irgendwas mit Dreißig,)